# Jerome W. Conn
Jerome W. Conn (Nueva York, 24 de septiembre de 1907 -  Naples, Florida, 11 de junio de 1994) fue un médico norteamericano especializado en endocrinología, es reconocido por ser el descubridor del aldosteronismo primario que en su honor se denomina síndrome de Conn.

## Biografía
Nació en Nueva York en 1907, era el mayor de los 4 hijos del matrimonio formado por Joseph and Dora Conn, personas de situación económica modesta que tuvieron que hacer muchos sacrificios para dar una buena educación a sus hijos. Inició sus estudios de medicina en la Universidad de Míchigan en 1928, probablemente influenciado por un amigo de la familia que era médico. Poco después se inició la gran depresión que provocó una disminución drástica en los ingresos familiares, de tal forma que parte del salario que obtenían sus hermanas como secretarias tuvo que ser destinado a pagar sus estudios universitarios. Jerome recordó siempre esta circunstancia y mucho después, cuando su hermano pequeño Harold estudió medicina en Míchigan, sugragó de su bolsillo el importe de su educación,
En 1954 describió el caso de un paciente de 34 años que presentaba un tumor en la glándula suprarrenal que secretaba cantidades elevadas de aldosterona, provocando hipertensión arterial. Este tipo de hipertensión secundaria se caracteriza porque existen niveles bajos de potasio en sangre (hipocaliemia) y altos de sodio (hipernatremia) y se asocia a episodios de tetania y debilidad muscular. Esta enfermedad recibe el nombre de hiperaldosteronismo primario o síndrome de Conn. En 1965 recibió el Premio Internacional Canadá Gairdner por sus descubrimientos en el campo de la medicina.